# 黎明/進むしかねぇ
『黎明/進むしかねぇ』（れいめい/すすむしかねぇ）は、ジャニーズWESTの18作目のシングル。2022年1月19日にジャニーズ・エンタテイメントから発売。

## 概要
本作のリリース情報は2021年12月3日に解禁された。小瀧望主演のテレビ朝日系テレビドラマ『鹿楓堂よついろ日和』主題歌である「黎明」と、ABC・テレビ朝日系『あなたの代わりに見てきます!リア突WEST』テーマソングである「進むしかねぇ」が収録された両A面シングルとなる。また、12月24日には「微笑み一つ咲かせましょう」がヤマザキ『ランチパック』CMソングに起用されたことが発表された。初回盤A・B、通常盤の3種類での発売となり、それぞれ収録曲・ジャケット写真ともに異なる。
パワフルなロックナンバーである「進むしかねぇ」の Official Music Video (Short Ver.) がYouTubeで12月7日の21:00にプレミア公開された。応援歌であり、「不器用で泥臭くても、どんな人生でも笑いながら突き進んでいこうぜ」というメッセージが込められている。
「黎明」というタイトルは「夜明け」や「新しい事柄の始まり」という意味で、ジャニーズWEST初のミディアムバラードのシングル曲となっている。12月14日には「黎明」の Official Music Video (YouTube Ver.) がYouTubeで21:00にプレミア公開されたが、グループとして久々にダンスシーンも含まれたMVになっており、振付はs**t kingzのshojiが担当している。また、2022年1月15日には「黎明」のMusic Clip -Dance Ver.-もYouTubeで公開された。

## 購入特典
初回盤A・初回盤B・通常盤（初回プレス）各1枚ずつ封入の視聴IDを計3枚で一口とし、特設サイトへ視聴IDを特設サイトで2022年1月23日までに入力すると『ジャニーズWEST 大忘年会 2021』をストリーミング配信で2月28日まで期間限定で見ることができる。
また初回盤A・初回盤B・通常盤を購入すると、先着で特典がプレゼントされる。
- 初回盤A - フォトカード（ジャニーズWEST Ver.A）[11]
- 初回盤B - フォトカード（ジャニーズWEST Ver.B）[11]
- 通常盤 - フォトカード（ジャニーズWEST Ver.C）[11]

## 収録曲

### CD

#### 通常盤
1. 黎明 [4:13]
作詞：Kanata Okajima・栗原暁、作曲：Kanata Okajima・栗原暁・久保田真悟、編曲：久保田真悟
  - 小瀧望主演 テレビ朝日系 オシドラサタデー『鹿楓堂よついろ日和』主題歌
2. 進むしかねぇ [4:32]
作詞・作曲・編曲：田尻知之・本澤尚之
  - ABCテレビ・テレビ朝日系『あなたの代わりに見てきます!リア突WEST』テーマソング
3. ブーケ [4:10]
作詞・作曲：NakamuraEmi、編曲：カワムラヒロシ
スローナンバー[8]。
4. 微笑み一つ咲かせましょう [4:04]
作詞：MORISHIN、作曲：川口進・MORISHIN、編曲：ha-j・川口進
  - ヤマザキ『ランチパック』CMソング

爽やかなポップナンバー[8]。

#### 初回盤A
1. 黎明
2. 進むしかねぇ
3. Cherry on top [3:13]
作詞：D&H、作曲：Jakob Mihoubi・Rudi Daouk・Isaac Han、編曲：Isaac Han・GHOSTCHILD LTD・Aaron Kim
4. 黎明（オリジナル・カラオケ）
5. 進むしかねぇ（オリジナル・カラオケ）
6. Cherry on top（オリジナル・カラオケ）

#### 初回盤B
1. 進むしかねぇ
2. 黎明
3. オレとオマエと時々チェイサー [5:15]
作詞・作曲：重岡大毅、編曲：生田真心
仲間へ送る人生賛歌[8]。YouTubeのために新録されたスペシャルムービー「YouTube Original Recording」が1月16日にYouTubeで公開された[15]。
4. 進むしかねぇ（オリジナル・カラオケ）
5. 黎明（オリジナル・カラオケ）
6. オレとオマエと時々チェイサー（オリジナル・カラオケ）

### DVD

#### 初回盤A
1. 「黎明」Music Clip, Making, Music Clip -Dance Ver.-

#### 初回盤B
1. 「進むしかねぇ」Music Clip, Making

## チャート成績
- オリコンチャート
  - 初週19.5万枚を売り上げ、2022年1月31日付の「オリコン週間シングルランキング」で初登場1位を獲得した。これで同ランキング1位獲得は8作連続通算13作目となった[2]。
- Billboard JAPAN
  - 初週19万7400枚を売り上げ、2022年1月26日公開の「Billboard Japan Top Singles Sales」で初登場1位を獲得した[5]。